# Coruja-das-torres
 Coruja-das-torres, Tyto furcata (no Novo Mundo), ou Tyto alba (no Velho Mundo), é uma ave de rapina noturna que pertence à família dos titonídeos, também conhecida pelos nomes de bebe-azeite, coruja-azeiteira, coruja-católica, coruja-da-igreja, rasga-mortalha e suindara. Ocorre numa vasta tipologia de habitats, sendo tipicamente associada a paisagens agrícolas abertas, desde terrenos cultivados e quintas e bosques pouco fechados. 

## Descrição

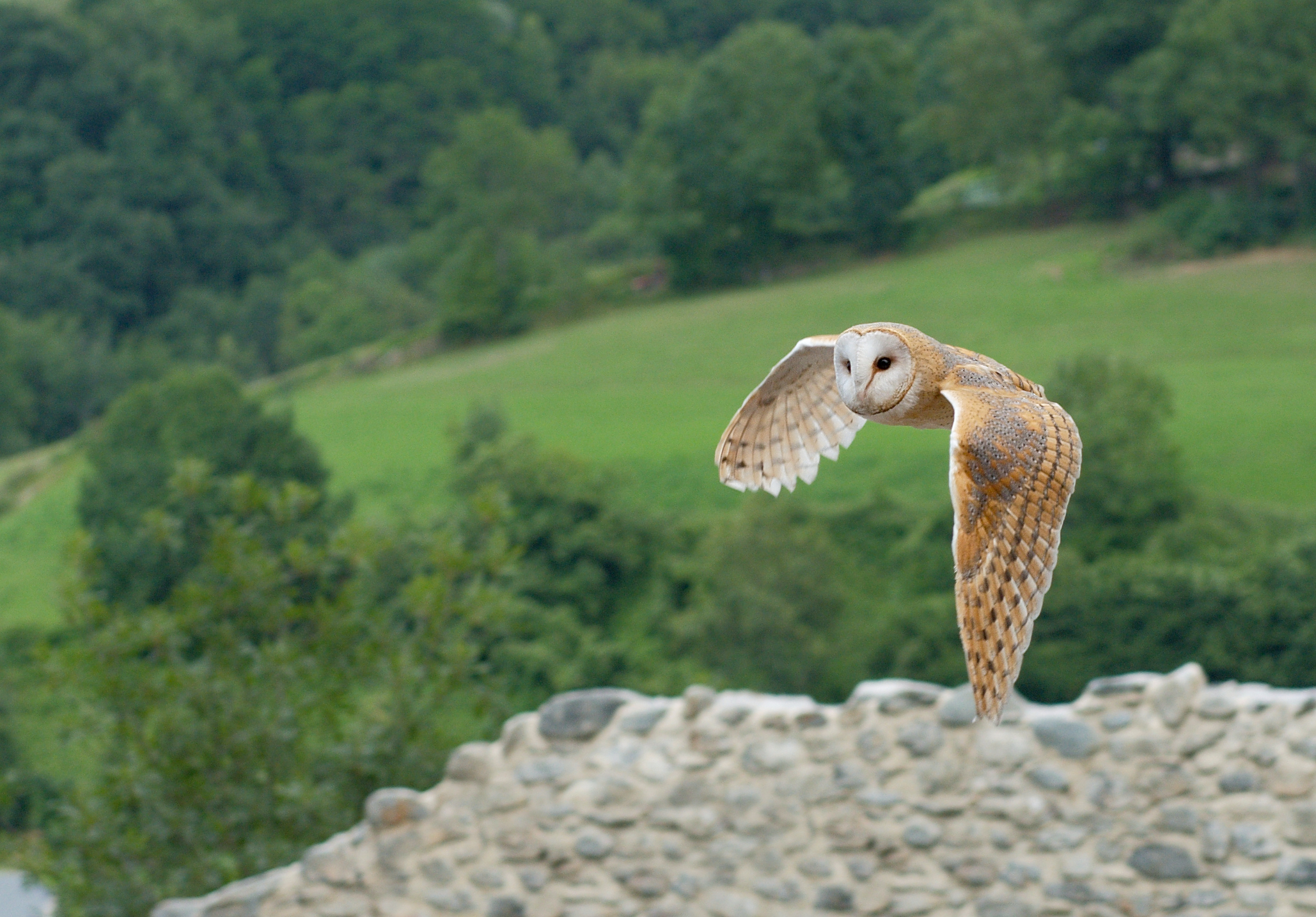
Um adulto T. furcata em voo, Pirenéus, (França).

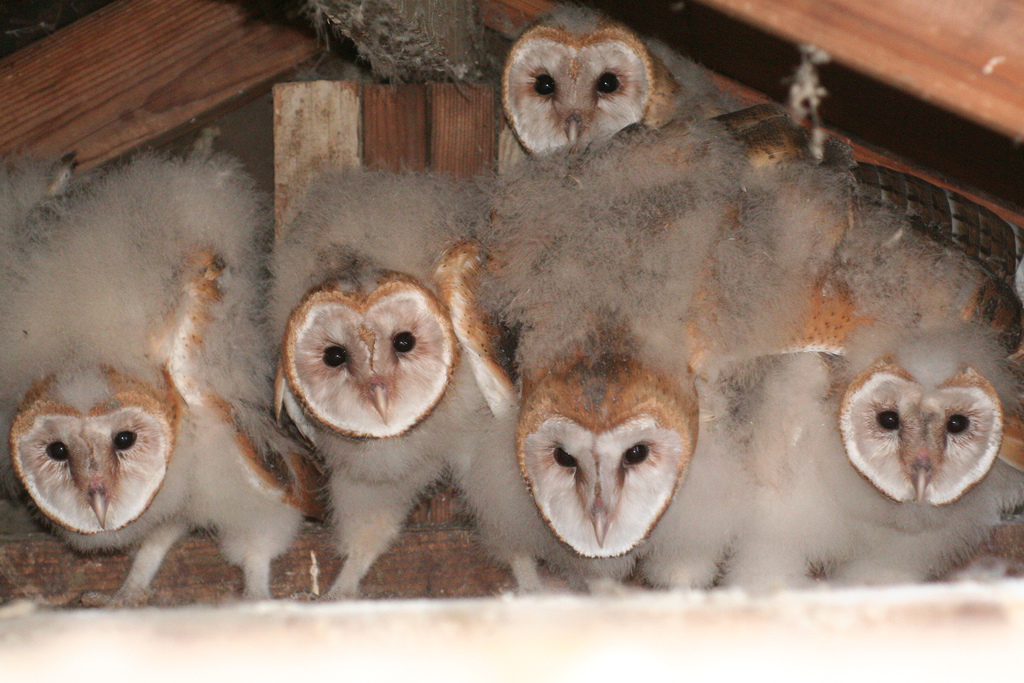
Uma ninhada.

Mede cerca  20 a 36 cm de comprimento, com uma envergadura de cerca de 75-110 centímetros. A forma da cauda é uma maneira de distinguir a coruja-das-torres de verdade quando vista em voo, como os movimentos são oscilantes e o abrir das pernas balançando as penas brancas. O rosto com a sua forma peculiar e os olhos negros dão à ave voando uma aparência estranha e surpreendente, a crista de penas acima do bico se assemelha a um nariz.
Seu peso varia de 250 a 700 g, sendo as fêmeas geralmente 25% maiores que os machos. Podem viver até 10 anos em ambiente selvagem, e a coruja-das-torres mais velha conhecida vivia em cativeiro na Inglaterra e já havia completado 25 anos quando deixou de por ovos. É uma ave de médio porte, com cores castanho-claro e manchas pretas nas costas e parte de trás da cabeça, além de pequenas e finas manchas pretas ou marrom escuras espalhadas por todo o corpo exceto na parte interna das asas (parte "de baixo"). Seu peito, e toda parte inferior do corpo, tal como a área interna das asas são de cor branca, podendo também apresentar-se na cor branco-acinzentado ou branco amarelado. A plumagem é suave e densa, com delicadas extremidades nas asas para abafar o som produzido pelas mesmas ao se moverem. As asas são redondas nas bordas e tem curvatura bastante suave, medem em média 107 cm em membros adultos. As linhas lacrimais seguem dos olhos até o bico. Bico tem forma de gancho para dilacerar carne. O pescoço tem área de "giro" de 270° para compensar o fato de seus olhos serem imóveis, elas costumam balançar a cabeça da esquerda para a direita quando estão curiosas ou analisando o ambiente, pois assim elas aumentam a área que visualizam e podem visualizar as imagens tridimensionalmente. A cauda é utilizada como estabilizador durante o bote. As pernas longas e poderosas amortecem o impacto das aterrisagens e estão cobertas de penas brancas até o tarso, onde geralmente não há abundância de penas. Os ouvidos assimétricos permitem localizar as presas no escuro pois sua capacidade auditiva lhe permite diferenciar o tempo que o som chega em cada ouvido, os grandes discos faciais atuam como uma antena nesse complexo sistema auditivo, recolhendo sons o canalizando-os para os ouvidos.
Tem excelente visão noturna. Possui a capacidade de distinguir na escuridão a uma altura de 10 metros qualquer coisa que se movimente no solo. Possui a visão cem vezes melhor que a dos homens e necessita de apenas 10 por cento da luz que o olho humano usa para distinguir alguma coisa. Isso pode ser explicado por ela ter olhos enormes em relação ao seu tamanho, e a forma alongada (ao contrário do esférico sistema ótico humano) se alarga em direção à retina, abrindo espaço entre a pupila e o cristalino.

## Comportamento
É uma ave naturalmente noturna e, frequentemente, apresenta alguma atividade crepuscular. Corujas-das-torres encontradas em atividade durante o dia estão geralmente famintas ou buscando alimento para sua ninhada. Permanecem durante o dia em fendas de árvores, cavidades de rochedos, forros ou sótãos de casas, torres de igreja, etc. Costumam banhar-se em poças d'água e pequenos córregos. Seu voo extremamente silencioso dá-se devido à sua adaptação a caças noturnas: sua aproximação não é identificada pela presa, que é facilmente capturada. São encontradas solitárias ou aos pares. Geralmente são sedentárias, não saindo de uma região depois de instaladas. O seu território possui um raio de 7400 m, em média.

## Voz
A sua vocalização é um grito rouco, que se assemelha ao ruído de tecido sendo rasgado. Apresenta um piar agudo quando se fere ou machuca, que também é vocalizado repetidas vezes para o acasalamento. Se surpreendida no seu esconderijo ou empoleirada, começa então a repetidas vezes reproduzir um som de estalar, chocando sua língua ao bico. As crias emitem um som de pedido como de um ressonar ruidoso.

## Alimentação

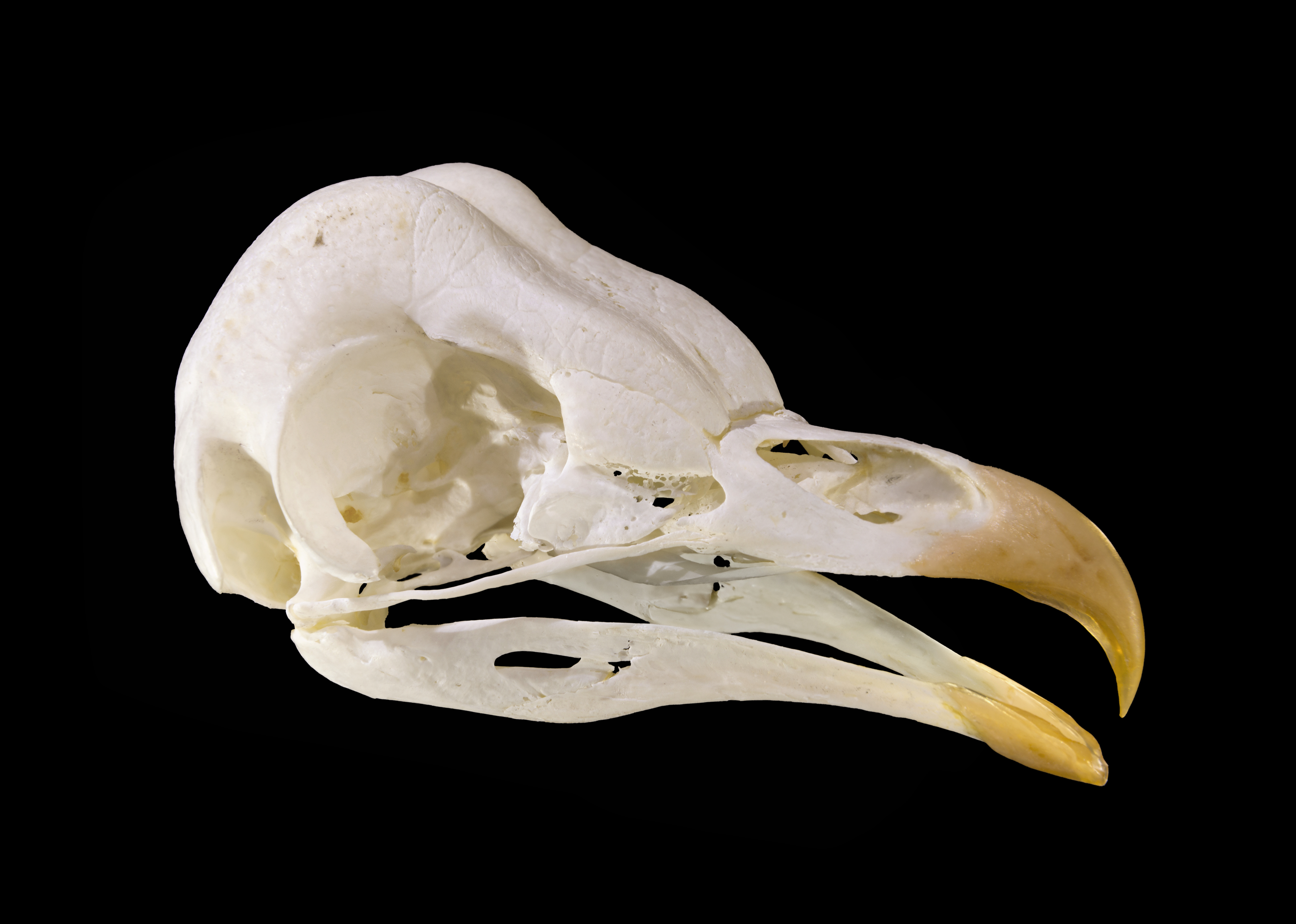
Crânio

As corujas-das-torres são animais noturnos altamente dotados para caçar pequenas aves, invertebrados, roedores, pequenos lagartos e anfíbios. A sua principal ferramenta de caça é a sua aguçada audição que lhes permite ouvir sons e definir a posição da presa na escuridão total. Voam baixo, assim elas escutam os movimentos de suas presas e identificam facilmente obstáculos próximos pelo eco de seu quase inaudível bater de asas. A coruja posiciona as pernas para a frente, estica suas garras afiadas, posicionando 3 garras para frente e uma para trás, para apanhar a sua presa: os invertebrados, elas costumam comer vivos e inteiros, enquanto que pequenos vertebrados são mortos por asfixia, apertando fortemente as garras contra o peito deles. Suas presas são geralmente engolidas inteiras, presas muito grandes são desmembradas ou então arrancando pequenos pedaços e comendo-os, também não é raro encontrar corujas-das-torres comendo presas pequenas por partes ou arrancando pequenos pedaços delas antes de engolir o resto de uma única vez. Acredita-se que façam isso para saborear a carne e o sangue, aparentemente a bílis não lhes é desagradável apesar do forte odor, esse raro hábito alimentar já foi identificado em alguns corujas-das-torres em cativeiro possuídas por falcoeiros brasileiros.
Cerca de 8 a 10 horas mais tarde elas regurgitam uma única pelota de material que não conseguiu digerir, essa pelota úmida e preta (chamada de cast ou pellet em inglês) geralmente contém coisas ossos, dentes, restos de carapaça de invertebrados, penas e pelos.
Também é comum as corujas-das-torres nunca beberem água, sendo que elas retiram o líquido de que necessitam da carne que consomem.

## Reprodução

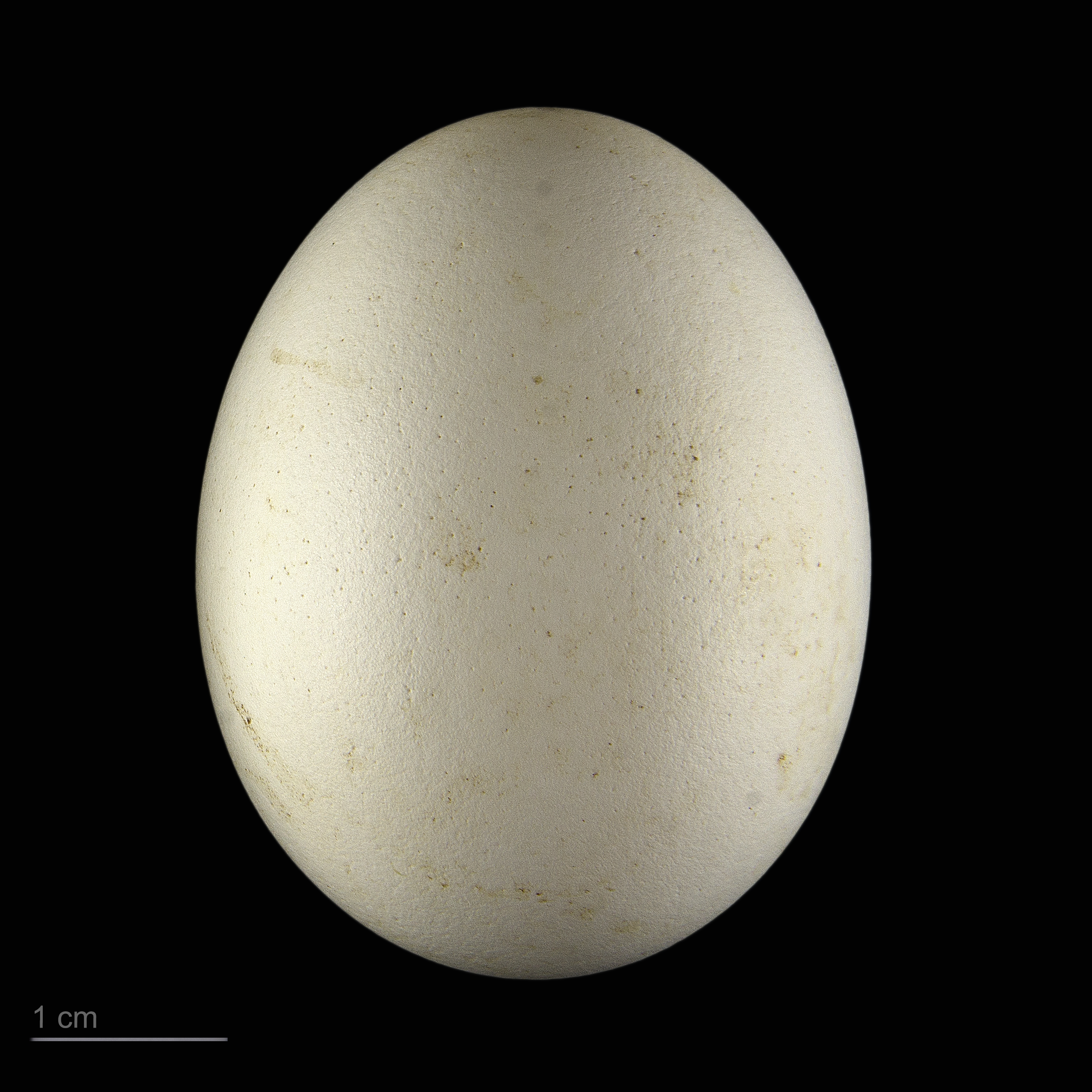
Tyto alba guttata - MHNT

Quando as corujas-das-torres acasalam, tornam-se parceiros para a vida toda. Se reproduzem pelo menos uma vez ao ano em qualquer época, definido apenas pela quantidade de comida disponível em seu território. O macho inicia a corte chamando a fêmea, ele faz um voo de exibição, incluindo fortes batidas de asas. O par nidifica geralmente nos mesmos locais que usava anteriormente. A fêmea põe os ovos em uma cavidade escura e os incuba. Cada ovo é posto com 2 ou 3 dias de diferença para que choquem em tempos diferentes. Os progenitores estão sempre caçando em turnos, evitando deixar a prole sozinha, quando isso ocorre a chance de que seus filhotes sejam atacados por corvos ou outros predadores é grande. As crias mais velhas são alimentadas primeiro e por vezes as mais novas morrem de fome, as mais velhas comem então as suas irmãs já mortas, assegurando a sua sobrevivência. As Tyto albas/Tyto furcata ganham peso até o quinto ou sexto mês de vida, quando começam a gradualmente perder peso e reduzir seu apetite, a coruja é quase adulta.

## Predadores e parasitas
Entre os predadores da coruja de celeiro encontram-se o grande gambá americanos (Didelphis), o guaxinim comum e mamíferos carnívoros semelhantes, assim como águias, falcões e outras corujas. Entre as últimas, a coruja-do-mato (Bubo virginianus), nas Américas, e a coruja-real-asiática (B. bubo) são notáveis predadores de corujas-das-torres. Apesar de algumas fontes afirmarem que há pouca evidência de predação por corujas-grandes, um estudo de Washington descobriu que 10,9% da dieta da corujas-grandes locais era composta de outras corujas. Na África, os principais predadores das corujas-das-torres são as corujas-reais e as corujas-do-cabo. Na Europa, embora menos perigosas do que as corujas-águia, os principais predadores diurnos são o açor do norte (Accipiter gentilis) e o minhoto (Buteo bute ). Cerca de 12 outras grandes aves de rapina diurnas e corujas também foram descritas como predadores de corujas de celeiro, desde o falcão do-tanoeiro até enormes águias carecas e águias douradas. O açor está aumentando em populações devido à maior proteção que essas aves agora recebem.
Quando perturbada em seu local de poleiro, uma coruja-das-torres zangada abaixa a cabeça e a balança de um lado para o outro, ou a cabeça pode ser abaixada e esticada para a frente e as asas estendidas e inclinadas enquanto a ave emite assobios e faz barulho de estalo com seu bico. Outra atitude defensiva envolve deitar no chão ou agachar-se com as asas abertas.
As corujas-das-torres são hospedeiras de uma grande variedade de parasitas. As pulgas estão presentes nos locais de nidificação e, externamente, as aves são atacadas por piolhos e ácaros de penas que mastigam as bárbulas das penas e que são transferidos de ave para ave por contacto direto. Moscas sugadoras de sangue, como Ornithomyia avicularia, estão freqüentemente presentes, movendo-se entre a plumagem. Parasitas internos incluem o trematódeo Strigea strigis, a tênia Paruternia candelabraria, várias espécies de nematoides parasíticos, e vermes do filo Acanthocephala no gênero Centrorhynchus. Esses parasitas intestinais são adquiridos quando as aves se alimentam de presas infectadas. Há alguma indicação de que as aves fêmeas com mais e maiores manchas têm uma maior resistência aos parasitas externos. Isso está correlacionado com a menor bursa de Fabricius, glândulas associadas à produção de anticorpos, e uma menor fecundidade da mosca sanguessuga Carnus hemapterus, que ataca filhotes.

## Tempo de vida

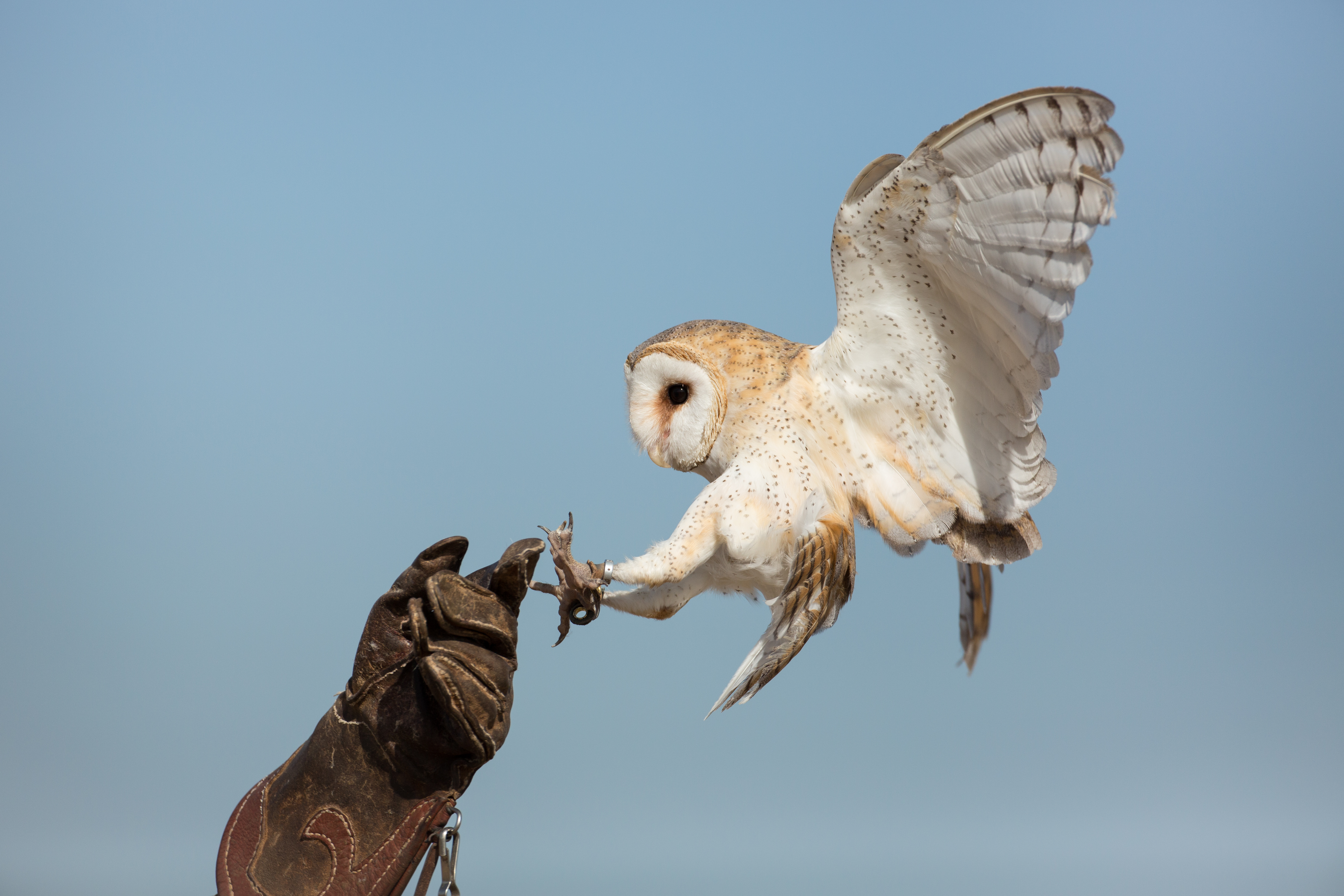
Pousando na mão enluvada de um manipulador. Os pássaros em cativeiro costumam viver mais do que os selvagens

Excepcionalmente para um animal carnívoro de tamanho médio, a coruja-das-torres é r estrategista, produzindo um grande número de filhotes com alta taxa de crescimento e baixa probabilidade de sobreviver até a idade adulta. Enquanto as corujas selvagens têm vida curta em média, o potencial de vida, ou longevidade, da espécie é muito maior. Indivíduos cativos podem chegar a 20 anos ou mais; uma coruja-das-torres cativa, na Inglaterra, viveu até os 25 anos. Ocasionalmente, uma selvagem atinge uma idade avançada. A idade recorde  para uma coruja selvagem americana é de 11,5 anos, enquanto uma ave holandesa atingiu a idade de 17 anos e 10 meses. Levando em consideração esses indivíduos de vida extremamente longa, a média de vida da coruja-das-torres é de cerca de quatro anos e, estatisticamente, 2/3 a 3/4 de todos os adultos sobrevivem de um ano para o outro. Essa mortalitate não é distribuída uniformemente ao longo da vida da ave, e apenas um filhote em cada três sobrevive até a primeira tentativa de reprodução.
A causa mais significativa de morte em áreas temperadas é provavelmente a fome, particularmente durante o outono e inverno, quando as aves do primeiro ano ainda estão aperfeiçoando suas habilidades de caça. Nas áreas do norte e das terras altas, há alguma correlação entre a mortalidade em aves mais velhos e o clima adverso, neve profunda e baixas temperaturas prolongadas. A colisão com veículos rodoviários é outra causa de morte e pode ocorrer quando as aves forrageiam nas bermas ceifadas. Algumas dessas aves estão em más condições e podem ter sido menos capazes de escapar dos veículos que se aproximam do que indivíduos adequados. Em alguns locais, as taxas de mortalidade nas estradas podem ser particularmente altas, com as taxas de colisão sendo influenciadas pelo maior tráfego comercial, bordas de beira de estrada que são grama ao invés de arbustos, e onde pequenos mamíferos são abundantes. Historicamente, muitas mortes foram causadas pelo uso de agrotóxicos e ainda pode ser o caso em algumas partes do mundo. Colisões com linhas de transmissão matam algumas aves; e armas de fogo são responsáveis por outras mortes especialmente nas regiões mediterrâneas.

## Habitat
A espécie está associada a lugares abertos, como pastagens e terrenos agrícolas ou semi-abertos. Habita em cavernas, telhados de celeiros, prédios e em torres de igrejas, de onde leva um de seus nomes mais populares.
É uma das aves com maior distribuição no planeta. Habita todos os continentes com exceção da Antártida.
Nidifica em quintas, montes, moinhos, celeiros, ruínas e igrejas, e mesmo em grandes povoações. Evitando normalmente florestas, particularmente resinosas.

## Distribuição

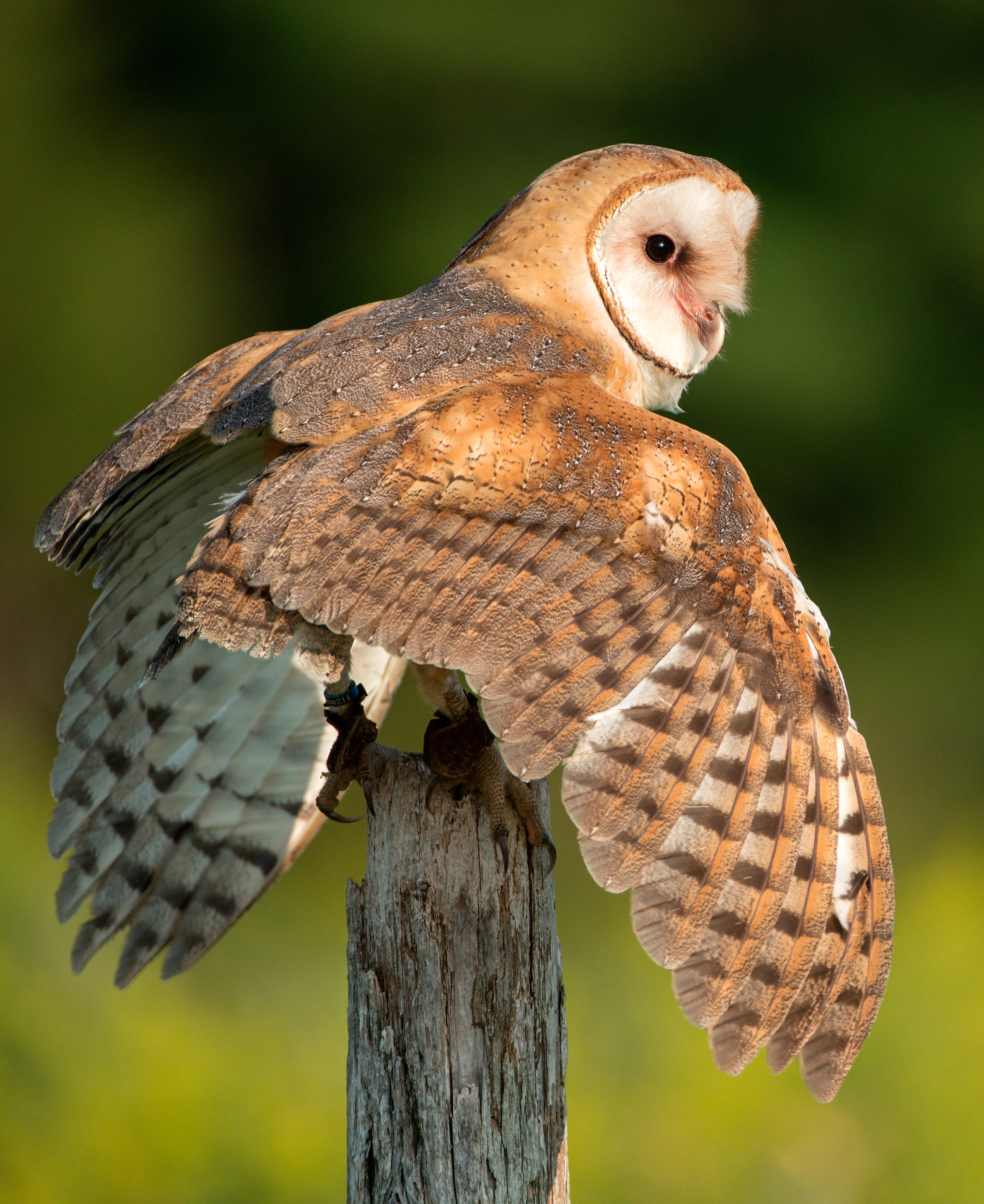
Coruja-das-torres, Canadá, com detalhes de asas e penas da cauda

A coruja-das-torres é a espécie de ave terrestre mais difundida no mundo, ocorrendo em todos os continentes, exceto na Antártica. Seu alcance inclui toda a Europa (exceto Fenoscândia e Malta), a maior parte da África exceto o Saara, o subcontinente indiano, Sudeste Asiático, Austrália, muitas ilhas do Pacífico e as Américas do Sul, Central e do Norte. Em geral, é considerada sedentária ; e, de fato, muitos indivíduos, tendo fixado residência em um determinado local, permanecem lá mesmo quando melhores áreas de forrageamento próximas estão disponíveis. Nas Ilhas Britânicas, os jovens parecem se dispersar amplamente ao longo dos corredores dos rios; e a distância percorrida desde o seu local de nascimento é em média cerca de 9 quilômetros .
Na Europa continental, a distância de dispersão é maior, geralmente algo entre 50 a 100 quilômetros, mas até excepcionalmente 1500 quilômetros, com pássaros anilhados da Holanda terminando na Espanha e na Ucrânia. Nos Estados Unidos, a dispersão é normalmente em distâncias de 80 a 320 quilômetros, com os indivíduos mais viajados terminando cerca de 1760 quilômetros de seus pontos de origem. Os movimentos de dispersão no continente africano incluem 1000 quilômetros de Senegâmbia a Serra Leoa e até 579 quilômetrosa África do Sul. Na Austrália, há alguma migração à medida que as aves se movem em direção à costa norte na estação seca e para o sul na estação chuvosa, bem como movimentos nômades em associação com pragas de roedores. Ocasionalmente, alguns desses pássaros aparecem na Ilha Norfolque, na Ilha de Lord Howe ou na Nova Zelândia, mostrando que cruzar o oceano está ao seu alcance. Em 2008, corujas de celeiro foram registradas pela primeira vez em reprodução na Nova Zelândia. A coruja-das-torres foi introduzida com sucesso na ilha havaiana de Kauai na tentativa de controlar roedores; lamentavelmente, descobriu-se que também se alimenta de pássaros nativos.

## Etimologia
A coruja-das-torres é uma das várias espécies de aves descritas pela primeira vez em 1769 pelo médico e naturalista tirolês Giovanni Antonio Scopoli em seu Anni Historico-Naturales. Ele deu à espécie o nome científico de Strix alba. À medida que mais espécies de coruja foram descritas, o gênero Strix passou a se referir apenas às corujas de florestas na família Strigidae de corujar típica; e a coruja-das-torres tornou-se Tyto alba na família da coruja-das-torres Tytonidae. Tyto alba significa literalmente 'coruja branca', do grego antigo onomatopaico τυτώ tyto , 'coruja' e o latim alba , 'branco'. O pássaro é conhecido por muitos nomes comuns que se referem à sua aparência, canto, habitat ou seu voo silencioso e sinistro, traduzindo do inglês: coruja branca, coruja prateada, coruja demoníaca, coruja fantasma, coruja da morte, coruja noturna, coruja rato, igreja coruja, coruja das cavernas, coruja de pedra, coruja com cara de macaco, coruja sibilante, hobgoblin ou coruja amadora, coruja dobby, coruja de peito branco, coruja dourada, coruja guincho, coruja de palha, coruja de curral e coruja delicada. O nome "coruja dourada" (golden owl) também pode se referir à coruja mascarada dourada (T. aurantia). "Coruja sibilante" (hissing owl) e, particularmente no Reino Unido e na Índia, "coruja guincho" (screech owl) são dadas devido aos cantos penetrantes dessas aves. O último nome também é aplicado a um grupo diferente de pássaros, as corujas-guincho do gênero Megascops.

## Taxonomia

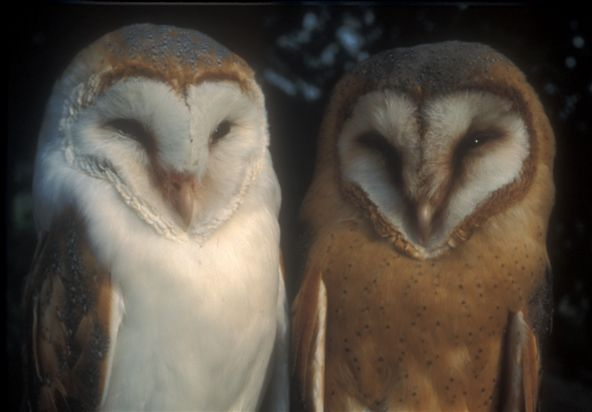
Tyto alba alba macho (à esquerda) e T. a guttata fêmea na Holanda, onde essas subespécies se integram

A coruja-de-cara-cinzenta (T. glaucops) foi durante algum tempo incluída na espécie T. alba. Com base em evidências de DNA, König, Weick & Becking (2009) propuseram a coruja-das-torres americana (T. furcata) e a coruja-das-torres de Curaçao (T. bargei) como espécies separadas. Eles também propuseram que T. a. delicatula deve ser separada como uma espécie separada, a ser conhecida como coruja-das-torres do leste, que incluiria a subespécie T. d. delicatula, T. d. sumbaensis, T. d. meeki, T. d. crassirostris e T. d. interposita . O Comitê Ornitológico Internacional tem dúvidas e afirmou que a separação de Tyto delicatula de T. alba "pode precisar ser revisitada".
Algumas subespécies de ilhas são ocasionalmente tratadas como espécies distintas, um movimento que deve aguardar mais pesquisas sobre a filogeografia das coruja-das-torres. A análise molecular do DNA mitocondrial mostra uma separação das espécies em dois clados, um alba do Velho Mundo e um furcata do Novo Mundo, mas este estudo não incluiu T. a. delicatula, que os autores parecem ter aceito como uma espécie separada. Extensa variação genética também foi encontrada entre a variedade indonésia T. a. stertens e outros membros do clado alba, levando à separação dos stertens em Tyto javanica .
Vinte a trinta subespécies  são geralmente reconhecidas, variando principalmente em proporções corporais, tamanho e cor. As corujas-das-torres variam em cor desde as quase bege e brancas alba, erlangeri e niveicauda, até a quase preto e marrom contempta . As formas das ilhas são, em sua maioria, menores que as do continente, e aquelas que habitam as florestas têm uma plumagem mais escura e asas mais curtas do que aquelas que vivem em pastagens abertas. Várias subespécies são geralmente consideradas integradas entre populações mais distintas.
No Handbook of Birds of the World Volume 5: Barn-owls to Hummingbirds, as seguintes subespécies são listadas: 
| Subespécies                                | Descrição | Distribuição | Sinônimos |
| ------------------------------------------ | --- | --- | --- |
| T. a. alba (Scopoli, 1769)                 | Partes superiores cinza e cor de couro. Partes inferiores brancas, com poucos ou nenhum pontos pretos. Machos comumente aparecem totalmente sem manchas.                                                                                    | Da Europa Ocidental e Ilhas Britânicas ao sul do Magrebe e ao longo da costa leste mediterrânea ao noroeste da Turquia até o Nilo, seguindo até oSudão. Também vista nas Montanhas de Aïr no Saara do Niger, nas Baleares e na Sicília no Mediterrâneo, e nas Ilhas Canárias (El Hierro, La Gomera, La Palma, Gran Canaria e Tenerife). Se encontra misturada com guttata dos Balcãs pela Hungria e pelos rios Reno e Baixo Mosa, e com affinis na fronteira do Egito com o Sudão. | Coruja-das-torres comum – inclui hostilis, kirchhoffi, kleinschmidti e pusillus. As populações africanas podem pertencer a erlangeri. |
| T. a. furcata (Temminck, 1827)             | Grande. Partes superiores laranja-couro e cinza amarronzado, com partes inferiores esbranquiçadas com algumas pintas. Face branca. | Cuba, Jamaica, e Ilhas Cayman (rara ou possivelmente extinta na Grand Cayman). | Coruja-das-torres caribenha – pode incluir niveicauda.                                                                                |
| T. a. tuidara (J.E. Gray, 1829)            | Partes superiores cinza e laranja-couro. Partes inferiores brancas ou bege, com poucas pintas. Face branca. Parece uma forma mais pálida de guttata.                                                                                        | Terras baixas da América do Sul, ao leste dos Andes e sul do Rio Amazonas até a Terra do Fogo; também encontrada nas Ilhas Malvinas. | Inclui hauchecornei e possivelmente hellmayri.                                                                                        |
| T. a. guttata (C. L. Brehm, 1831)          | Mais cinzenta nas partes superiores que a alba. As partes inferiores são cor-de-couro ou aruivadas com pintas escuras (mais que em alba). Face esbranquiçada. Fêmeas são normalmente mais avermelhadas nas partes inferiores que os machos. | Na Europa Central do norte dos Alpes, do Reno até Letônia, Lituânia e Ucrânia, e ao sul até Romênia, nordeste da Grécia e sul dos Bálcãs. Se mistura com alba na borda oeste de sua extensão. | Inclui rhenana. |
| T. a. pratincola (Bonaparte, 1838)         | Grande. Parte superior cinza e amarelo-claro. Parte inferior esbranquiçada a bege com muitas pintas. Rosto branco. Assemelha-se a uma guttata pálido, mas geralmente com mais manchas na parte inferior.                                    | América do Norte do sul do Canadá ao México central; Bermudas, Bahamas, Hispaniola; introduzida na Ilha de Lord Howe (onde foi eliminada) e em 1958 no Hawaii (onde ainda vive). | Coruja-das-torres norte-americana (North American barn owl) – inclui lucayana; pode também incluir bondi, guatemalae and subandeana.  |
| T. a. punctatissima (G. R. Grey, 1838)     | Pequena. Partes superiores escuras, marrom-cinzento, com pintas brancas. Partes inferiores brancas ou de tons bege-dourado, com padrão distinto de vermiculações marrons ou pontihos finos e densos.                                        | Endemica ao arquipélago de Galápagos. | Coruja-das-torres de Galápagos – algumas vezes considerada uma espécie distinta.                                                      |
| T. a. poensis (Fraser, 1842)               | Partes superiores marrom-douradas e cinzas com padrôes bem marcadas. Partes inferiores beges salpicadas de pindas. Face branca. | Endêmica de Bioco, uma ilha da Guiné Equatorial. | Pode incluir affinis. |
| T. a. thomensis (Hartlaub, 1852)           | Relativamente pequena. Pates superiores escuras, cinza-amarronzadas, com padrão marcante, incluindo bandas marrom-claro nas remiges e rectrizes. Partes inferiores douradas com muitas pintas. Face bege.                                   | Endêmica da Ilha de São Tomé. | Coruja-das-torres de São Tomé – por vezes considerada uma espécie separada.                                                           |
| T. a. affinis (Blyth, 1862)                | Parecida com poensis, mas dita mais leve, em média. Partes superiores deveras acinzentadas. Partes inferiores bege claro, com muitas pintas. Face branca.                                                                                   | África subsaariana, incluindo as ilhas de Comores, Madagascar, Pemba e Unguja; introduzida nas Seychelles. Se mistura com alba perto da fronteira Egito-Sudão. | Inclui hypermetra; possívelmente idêntica a poensis.                                                                                  |
| T. a. guatemalae (Ridgway, 1874)           | Semelhante a uma pratincola escura; menos cinza na parte superior, pintas maiores na parte inferior. | Guatemala ou sul do México pela América Central ao Panamá e norte da Colômbia; Ilhas Pérola. | Includes subandeana; doubtfully distinct from pratincola.                                                                             |
| T. a. bargei (Hartert, 1892)               | Semelhante a uma alba; menor e com asas notavelmente menores. | Endêmica de Curaçao e talvez Bonaire. | Coruja-das-torres de Curaçao – por vezes considerada uma espécie distinta                                                             |
| T. a. contempta (Hartert, 1898)            | Quase preta, com alguma coloração cinza escura na parte superior, com pintas brancas proeminentes. Marrom-avermelhada na parte de baixo. | Nordeste dos Andes, do oeste da Venezuela pelo leste da Colombia (rara na Cordilheira Central e Cordilheira Ocidental) e ao sul até o Peru. | Inclui stictica. |
| T. a. schmitzi (Hartert, 1900)             | Pequena. Parecida com guttata, mas com a região do peito em bege claro. | Endêmica em Madeira e Ilha dePorto Santo no Atlântico leste. | |
| T. a. ernesti (Kleinschmidt, 1901)         | Semelhante à alba; região do peito de branco puro, sem manchas. | Endêmica de Córsega e Sardenha no Mediterrâneo. | |
| T. a. gracilirostris (Hartert, 1905)       | Pequena. Semelhante a schmitzi mas com o peito mais escuro, se aproximando ao de guttata. Face bege. | Endêmica às Ilhas Canárias do Leste (Chinijo Archipelago, Fuerteventura, Lanzarote; talvez anteiormente também em Lobos). | Coruja-das-torres das Ilhas Canárias                                                                                                  |
| T. a. detorta (Hartert, 1913)              | Parecida com guttata, mas menos avermelhadas. Face cor de couro. | Endêmica à Cabo Verde. | Coruja-das-torres de Cabo Verde - por vezes considerada uma espécie distinta.                                                         |
| T. a. erlangeri (W. L. Sclater, 1921)      | Parecida com ernesti; partes superiores mais claras e amareladas. | De Creta e sul das Ilhas Egeias até o Chipre; Oriente Próximo e Médio incluindo a peníncula Arábia, sul até o Sinai e leste até o sudoeste do Irã. | Pode incluir populações africanas atribuídas a alba.                                                                                  |
| T. a. hellmayri (Griscom & Greenway, 1937) | Parecida com tuidara, mas maior. | Terras baxias do nordeste da América do Sul, do leste da Venezuela ao sul do Rio Amazonas. | Possivelmente indistinta de tuidara.                                                                                                  |
| T. a. bondi (Parks & Phillips, 1978)       | Semelhane à pratincola; menor e mais pálida em média. | Endêmica de Roatán e Guanaja nas Ilhas da Baía. | Possivelmente indistinta de pratincola.                                                                                               |
| T. a. niveicauda (Parks & Phillips, 1978)  | Grande. Semelhante a furcata; mais pálida no geral. Lembra alba. | Endêmica da Ilha da Juventude. | Possivelmente indistinta de furcata.                                                                                                  |

## Estado e conservação

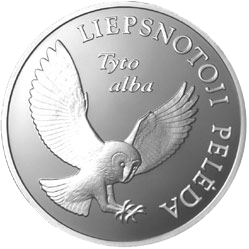
Coruja-das-torres em moeda de prata lituana de 5 litus (2002)

Corujas-das-torres são relativamente comuns na maior parte de sua área de distribuição e não são consideradas globalmente ameaçadas.  Caso seja considerada como uma única espécie global, a coruja-das-torres é a segunda mais amplamente distribuída de todas as aves de rapina, atrás apenas do falcão-peregrino. Sua área é mais ampla até que a cosmopolita águia-pesqueira . Além disso, a coruja-das-torres é provavelmente a mais numerosa de todas as aves de rapina, com a União Internacional para Conservação da Natureza (IUCN) estimando, para todos os indivíduos da coruja-das-torres, uma população possivelmente tão grande quanto cerca de 10 milhões de indivíduos (nas Américas,  a coruja-das-torres americana pode compreender quase 2 milhões de indivíduos). Graves declínios locais devido a envenenamento por organoclorados (por exemplo, DDT) em meados do século 20 e rodenticidas no final do século 20 afetaram algumas populações, particularmente na Europa e na América do Norte. A intensificação das práticas agrícolas freqüentemente significam que as pradarias que fornecem o melhor habitat para forrageamento são perdidas. Embora as corujas de celeiro sejam criadoras prolíficas e capazes de se recuperar de reduções populacionais de curto prazo, elas não são tão comuns em algumas áreas como costumavam ser. Uma pesquisa de 1995-1997 colocou sua população britânica entre 3.000 e 5.000 casais reprodutores, de uma média de cerca de 150.000 casais em toda a Europa. Nos Estados Unidos, as corujas de celeiro são listadas como espécies ameaçadas de extinção em sete estados do meio-oeste Ohio, Michigan, Indiana, Illinois, Wisconsin, Iowa e Missouri ) e, na Comunidade Europeia, são consideradas uma espécie de preocupação europeia.
No Canadá, as corujas de celeiro não são mais comuns e são mais encontradas na costa da Colúmbia Britânica ao sul de Vancouver, tendo se tornado extremamente raras em um habitat anterior, o sul de Ontário. Apesar de uma estratégia de recuperação, particularmente em 2007-2010 em Ontário, apenas um punhado de corujas selvagens reprodutoras existiam na província em 2018. Isso ocorre principalmente por causa do desaparecimento de pastagens onde a ave caçava no passado, mas de acordo com um estudo, também por causa de "invernos rigorosos, predação, mortalidade de estradas e uso de raticidas". A espécie está listada como ameaçada de extinção no Canadá, devido à perda de habitat e à falta de locais de nidificação.

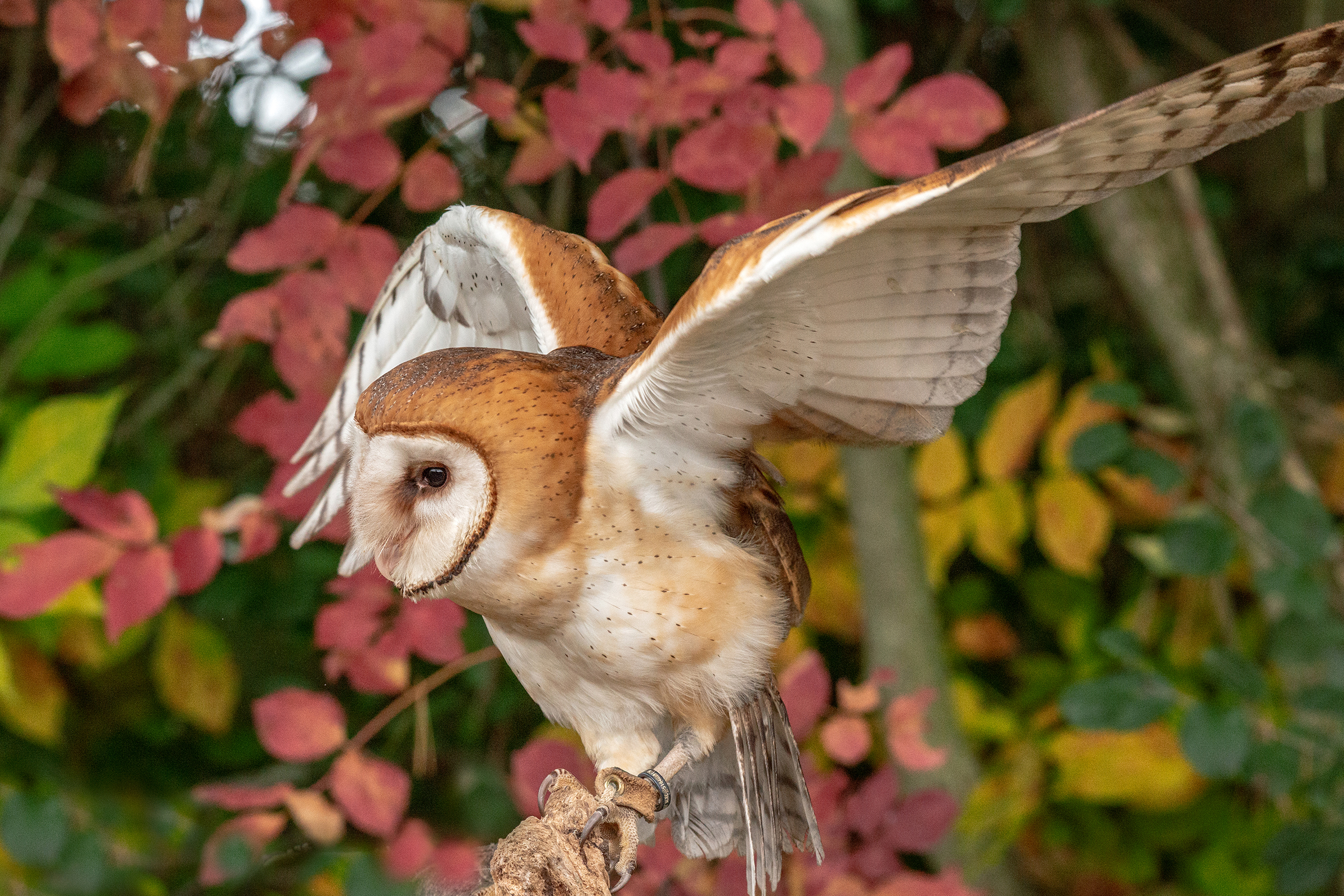
Coruja-das-torres em cativeiro perto do Lago Erie, em Ontário; a espécie se tornou extremamente rara nesta província.

Nas Ilhas Canárias, um número um pouco maior dessas aves ainda parece existir na ilha de Lanzarote, mas no conjunto esta subespécie particular (T. a. Gracilirostris, a coruja-das-torres) é particularmente rara: talvez menos de duzentos indivíduos ainda existam. Da mesma forma, oas aves no oeste das Ilhas Canárias, que geralmente são atribuídos a esta subespécie, diminuíram severamente. Em Tenerife, eles parecem relativamente numerosos; mas nas outras ilhas a situação parece tão desoladora como em Fuerteventura . Devido à atribuição a esta subespécie de pássaros comuns na Espanha continental, a população ocidental das Ilhas Canárias não é classificada como ameaçada.

### Aspectos culturais
Nomes comuns como "coruja demoníaca", "coruja da morte", "coruja fantasma" ou "coruja lich" (de lich, um antigo termo para cadáver) mostram que as populações rurais em muitos lugares consideram as corujas-das-torres como aves do mal presságio . Por exemplo, o povo tzeltal no México os considera "geradores de doenças". Essas corujas não "piam", em vez disso emitem guinchos roucos e assobios, e seu rosto branco e as penas da barriga, visíveis enquanto voam acima, fazem com que pareçam "fantasmagóricas". Conseqüentemente, muitas vezes eram mortos por fazendeiros que desconheciam os benefícios que essas aves traziam. As percepções negativas também podem ser atribuídas à falsa crença de que eles poderiam comer animais grandes, como galinhas e gatos. Na África do Sul, as corujas de celeiro são frequentemente associadas à feitiçaria e são perseguidas. Em algumas culturas sul-africanas, essas corujas são usadas em 'muthi' (medicina tradicional) e acredita-se que conferem poderes especiais quando consumidas.

## Caixas ninho

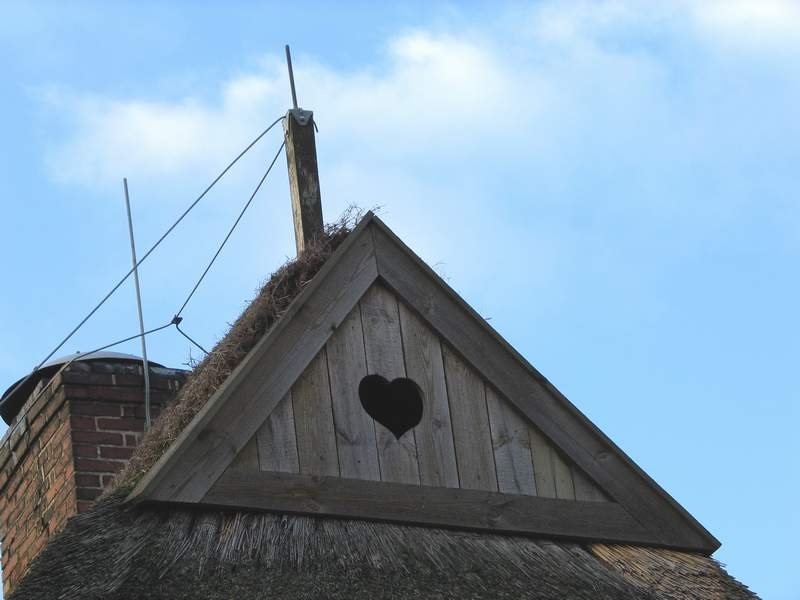
Um Eulenloch (buraco de coruja) no norte da Alemanha permite que as corujas acessem o sótão para fazer seus ninhos

As caixas-ninho são usadas principalmente quando as populações sofrem declínios. Embora tais declínios tenham muitas causas, entre elas está a falta de locais de nidificação naturais disponíveis. Os primeiros sucessos entre conservacionistas levaram ao fornecimento generalizado de caixas-ninho, que se tornou a forma mais usada de manejo populacional. A coruja-das-torres aceita os ninhos fornecidos e às vezes os prefere a locais naturais.
Os conservacionistas incentivam os fazendeiros e proprietários de terras a instalarem caixas-ninho, apontando que o aumento da população de coruja-das-torres resultante forneceria o controle natural dos roedores. As caixas-ninho são colocadas sob os beirais dos edifícios e em outros locais. O limite superior do número de pares de corujas depende da abundância de alimento nos locais de nidificação.

### Vigilância
Uma caixa-ninho também pode ser considerada um dispositivo de vigilância animal, pois dá acesso direto ao local de reprodução. Embora a dieta da coruja-das-torres tenha sido estudada, outros comportamentos - como reprodução - não são bem conhecidos. A vigilância de animais pode levar à descoberta de novos campos científicos e industriais. Por exemplo, biólogos e engenheiros podem trabalhar em técnicas e dispositivos de vigilância de corujas, enquanto cientistas sociais documentam o que faz os humanos quererem observar um animal.
Na Suíça, um grupo de pesquisa tem como objetivo instalar leitores de etiquetas RFID nas entradas das caixas-ninho, permitindo assim o rastreamento dos movimentos da coruja-das-torres de uma caixa-ninho para outra. Informações sobre o comportamento das corujas antes da reprodução podem ser obtidas usando tal vigilância.

### Técnica alternativa de controle de roedores
Em alguns projetos de conservação, o uso de rodenticidas para controle de pragas foi substituído pela instalação de caixas-ninho para corujas, que se mostrou um método menos oneroso de controle de roedores.
Na Malásia, grandes áreas de floresta tropical foram derrubadas para dar lugar às plantações de dendezeiros; e com poucas cavidades nas árvores para reprodução, a população de coruja-das-torres, com sua capacidade de controlar pragas de roedores, diminuiu. Em um teste, o fornecimento de duzentas caixas-ninho resultou em quase cem por cento de ocupação; e à medida que o programa se expandia, as plantações sustentavam uma das populações de coruja-das-torres mais densas do mundo. Da mesma forma, o fornecimento de caixas de nidificação aumentou o número de corujas-das-torres nas áreas de cultivo de arroz da Malásia, onde os roedores causam muitos danos à plantação. Embora o número de corujas-das-torres tenha aumentado em ambos os casos, não está claro quão eficaz é esse controle biológico dos ratos, em comparação com os métodos de isca e a captura que ocorreram anteriormente.